# 盛琦
盛琦（1411年—？），字廷璧，浙江寧波衛人，軍籍。明朝政治人物。同進士出身。

## 生平
少年服役於劉指揮使家。尚寶司少卿袁忠徹偶然見之，以為必成進士。正統三年（1438年）戊午科浙江鄉試第三十七名。正統十年（1445年）乙丑科進士。景泰二年（1451年）任直隸無錫縣知縣。

## 家族
曾祖盛新。祖父盛德明。父盛餘慶。